# Synneråls socken
Synnerål var en socken i Vartofta härad i Västergötland. Den ingår nu i Falköpings kommun i den del av Västra Götalands län som tidigare ingick i Skaraborgs län.
Under medeltiden ingick socknen i Ållebergs fjärding av Vartofta härad. Redan under medeltiden upphörde Synnerål som socken och delades upp mellan Smeby socken (som i sin tur senare införlivades med Slöta socken) och Luttra socken. Var kyrkan låg exakt är inte känt, men den bör ha legat i Synneråls by, som förr låg samlad vid Ållebergs sydvästluttning 1,5 kilometer sydost om Luttra kyrka.